# UEFA Cup finalen 2002
UEFA Cup finalen 2002 var en fodboldkamp der blev spillet den 8. maj 2002. Kampen blev spillet foran 45.611 tilskuere på Feijenoord Stadion i den hollandske by Rotterdam, og skulle finde vinderen af UEFA Cup 2001-02. De deltagende hold var hollandske Feyenoord og tyske Borussia Dortmund. Den var kulminationen på den 31. sæson i Europas næststørste klubturnering for hold arrangeret af UEFA siden etableringen af UEFA Cup i 1971.
Med en sejr på 3–2 sikrede Feyenoord sig sin anden triumf i turneringen.
Kampen blev ledet af den portugisiske dommer Vítor Melo Pereira.